# Baum des Jahres

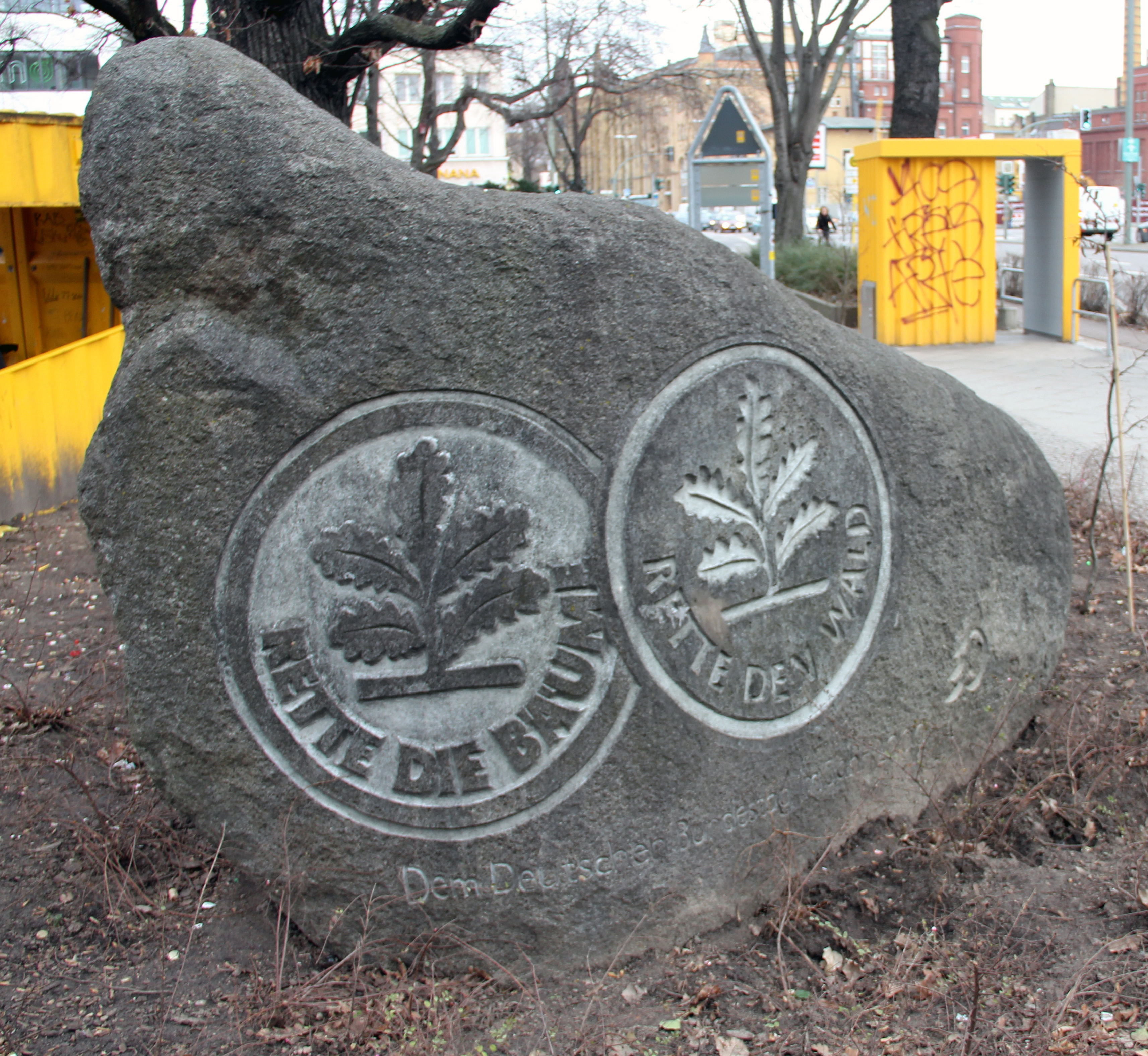
Denk- und Mahnmal im Kleinen Tiergarten in Berlin-Moabit (2016)

Um den Wert des Baumes in der Gesellschaft herauszuheben, wird in vielen Ländern ein Baum des Jahres vorgestellt. Wenn auch das Ziel das Gleiche ist, unterscheidet sich doch die Organisation von Land zu Land. Auch die Baumauswahl richtet sich jeweils nach dem lokalen Vorkommen dieser Arten. In manchen Ländern wird statt oder zusätzlich zu einer Baumart ein spezieller Baum als Baum des Jahres ausgewählt oder mittels eines nationalen Wettbewerbs ermittelt, wie in der Slowakei oder Tschechien. Auch die Auswahl wird in manchen Ländern von öffentlichen Stellen oder mit den Bäumen befassten Organisationen getroffen, in anderen werden sie durch Wahl der Bevölkerung ausgewählt.
In enger Verbindung mit dieser Aktion steht auch der von der FAO ausgerufene Internationale Tag des Waldes, der alljährlich am 21. März stattfindet.

## Deutschland

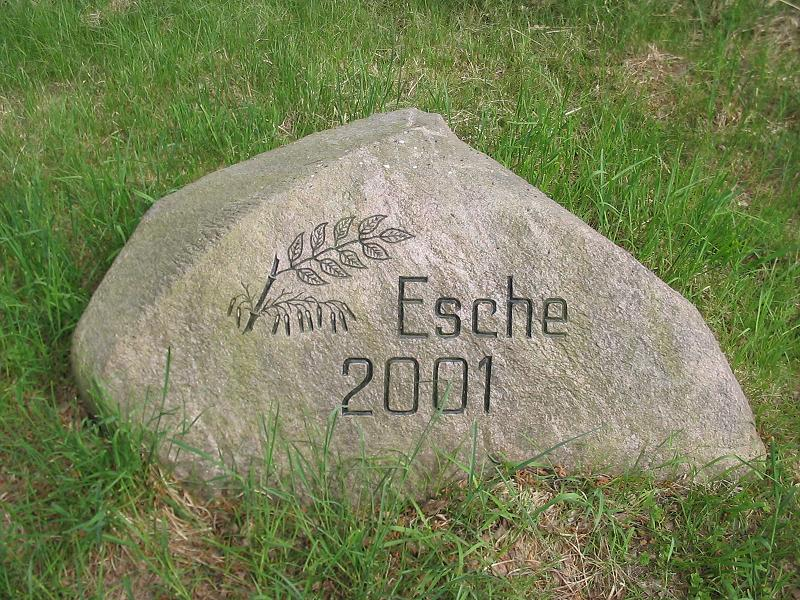
Inschrift auf einem Findling in Bad Belzig, Brandenburg (2005)

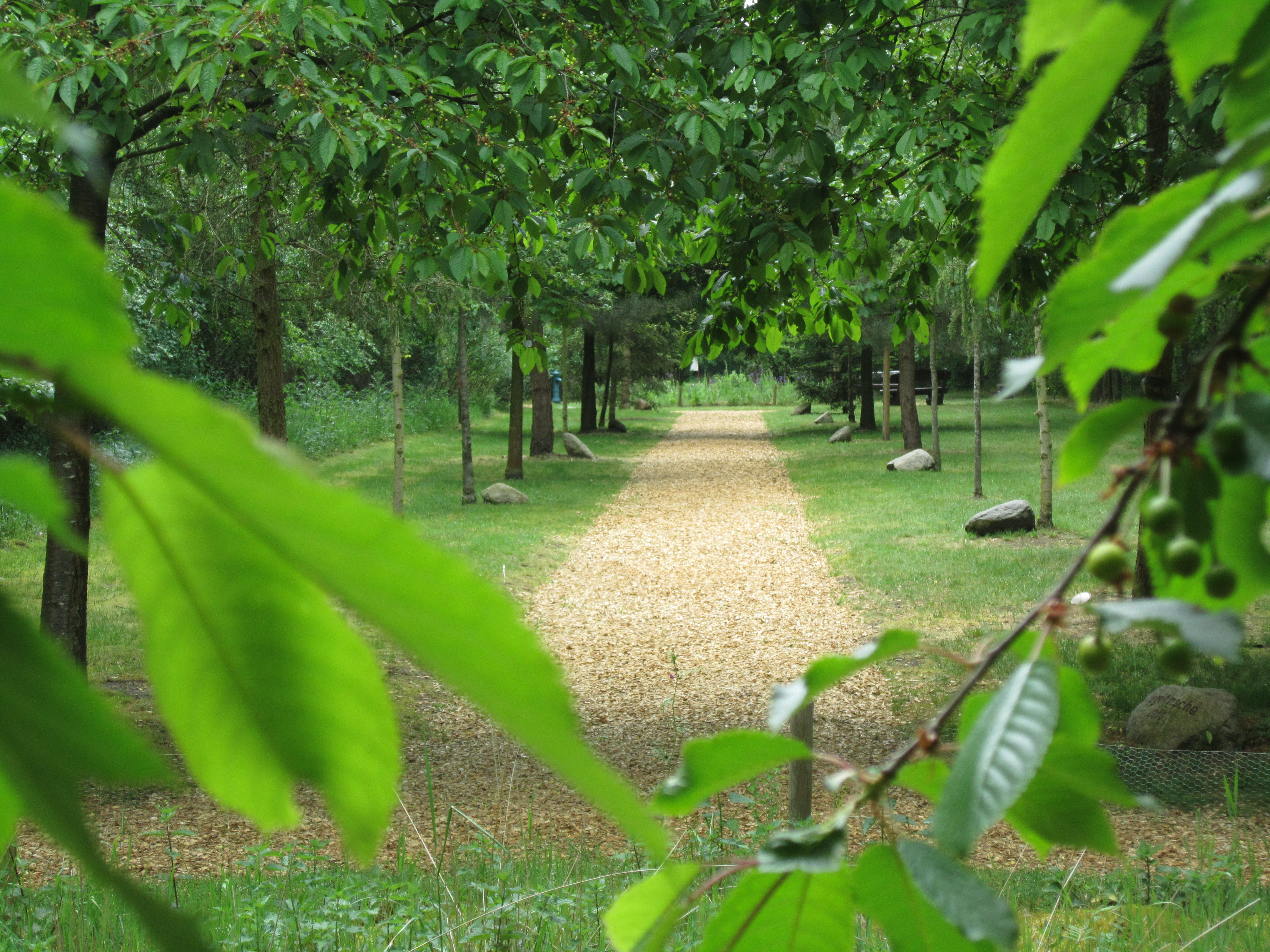
Allee mit allen in Deutschland seit 1989 proklamierten „Bäumen des Jahres“ neben dem Wasserwerk Holdorf (2020)

Jedes Jahr im Oktober wird der Baum des Jahres von der „Baum des Jahres – Dr. Silvius Wodarz Stiftung“ (vormals Menschen für Bäume) und durch deren Fachbeirat, das „Kuratorium Baum des Jahres“ (KBJ), für das darauffolgende Jahr bestimmt.
Dieses Kuratorium wurde 1991 vom Gründer und Vorsitzenden des seit 1972 bestehenden Umweltschutzvereins Wahlstedt (heute Baum des Jahres e. V./Stiftung Baum des Jahres) in Schleswig-Holstein, Silvius Wodarz, ins Leben gerufen. Ab 1989 hat der Verein einen Baum des Jahres ausgerufen, genauer eine Baumart, seit 1991 mit dem Kuratorium.
Das Kuratorium Baum des Jahres ist ein Fachbeirat der „Baum des Jahres – Dr. Silvius Wodarz Stiftung“, Präsident der Stiftung ist Silvius Wodarz. Vorsitzender des KBJ ist das Vorstandsmitglied der Stiftung, Andreas Roloff.
„Baum des Jahres“ ist eine geschützte Marke.
Die Aktivitäten stehen unter dem Hauptmotto „Menschen für Bäume und Kinder brauchen Natur“. Die Stiftung legt zu jedem Baum des Jahres ein grünes Faltblatt für alle und ein gelbes für Kinder auf.
Zum jeweiligen Baum des Jahres veranstaltet die Stiftung jährlich eine Fachtagung im Wechsel in je einem Bundesland.
Bei der Ausrufung des 20. Jahresbaumes (Walnuss) am 19. Oktober 2007 in Berlin gab Wodarz die Gründung der Stiftung „Menschen für Bäume“ bekannt. Diese wurde im Juni 2010 in „Baum des Jahres – Dr. Silvius Wodarz Stiftung“ umbenannt. Schirmherr ist der jeweilige Bundesumweltminister. Außerdem wurde ein Grußwort des damaligen Bundespräsidenten Horst Köhler verlesen.
Seit 2010 wird auch jährlich eine Deutsche Baumkönigin oder ein Deutscher Baumkönig zur Repräsentation in der Öffentlichkeit gewählt.
Am Schäfersee in Berlin-Reinickendorf und im Berliner Zoo wird jedes Jahr ein Exemplar des Baums des Jahres gepflanzt. Dort kann man etliche Bäume des Jahres seit 2001 nebst Namensstein bzw. Namenstafel besichtigen.
Im Zuge einer Neubaumaßnahme eines Teilstücks der Bundesautobahn 4 bei Kerpen-Buir wurde in beiden Fahrtrichtungen die „Allee Baum des Jahres“ angelegt. Dort wurden die Bäume des Jahres von 1989 bis 2018 mit entsprechenden Hinweistafeln angepflanzt.

In Bremervörde wurde im Natur-Erlebnispark am Vörder See ein Bereich neben dem Haus des Waldes geschaffen, in dem alle Bäume des Jahres angepflanzt wurden. Das Areal ist jederzeit frei zugänglich.

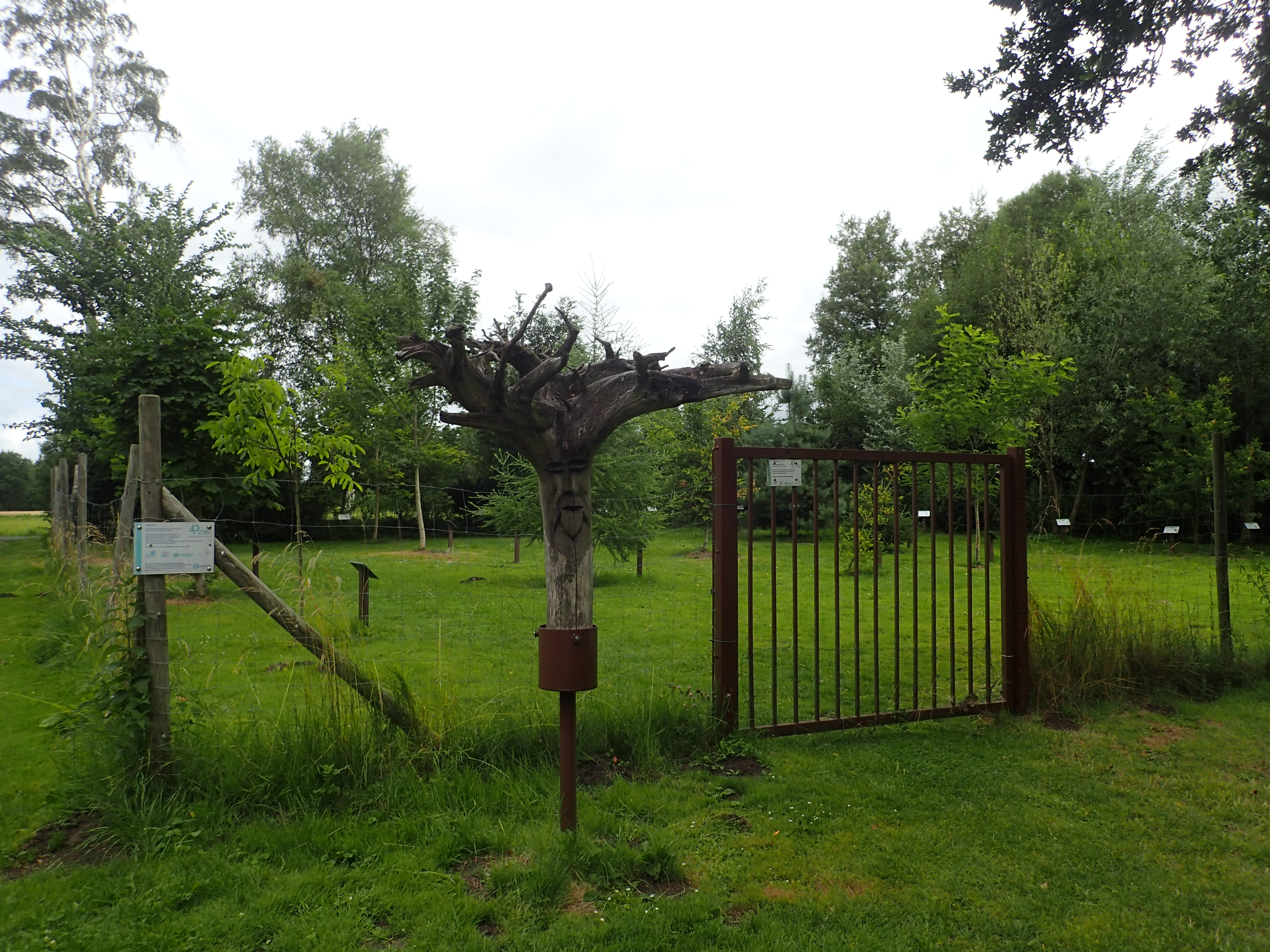
Garten im Natur-Erlebnispark Bremervörde mit allen Bäumen des Jahres seit 1989. (2022)

Nördlich von Bad Arolsen hat der Ortsbeirat des Stadtteils Helsen einen „Pfad der Jahresbäume“ errichtet. Der jeweilige Baum des Jahres seit 1989 lässt sich hier nebst Informationen über kleine Infotafeln betrachten. Auch in Mallnow in Brandenburg gibt es eine Allee der Jahresbäume.

### Bisherige Bäume des Jahres
| Jahr | deutscher Name           | wissenschaftlicher Name     | Abbildung                     |
| ---- | ------------------------ | --------------------------- | ----------------------------- |
| 1989 | Stiel-Eiche              | Quercus robur L.            | 1989 Stiel-Eiche              |
| 1990 | Rotbuche (erneut 2022)   | Fagus sylvatica L.          | 1990 Rotbuche                 |
| 1991 | Sommer-Linde             | Tilia platyphyllos Scop.    | 1991 Sommer-Linde             |
| 1992 | Berg-Ulme                | Ulmus glabra Huds.          | 1992 Berg-Ulme                |
| 1993 | Speierling               | Sorbus domestica L.         | 1993 Speierling               |
| 1994 | Europäische Eibe         | Taxus baccata L.            | 1994 Europäische Eibe         |
| 1995 | Spitzahorn               | Acer platanoides L.         | 1995 Spitzahorn               |
| 1996 | Hainbuche                | Carpinus betulus L.         | 1996 Hainbuche                |
| 1997 | Eberesche                | Sorbus aucuparia L.         | 1997 Eberesche                |
| 1998 | Wild-Birne               | Pyrus pyraster L.           | 1998 Wild-Birne               |
| 1999 | Silber-Weide             | Salix alba L.               | 1999 Silber-Weide             |
| 2000 | Hänge-Birke              | Betula pendula Roth         | 2000 Sand-Birke               |
| 2001 | Esche                    | Fraxinus excelsior L.       | 2001 Esche                    |
| 2002 | Gemeiner Wacholder       | Juniperus communis L.       | 2002 Gemeiner Wacholder       |
| 2003 | Schwarz-Erle             | Alnus glutinosa (L.) Gärtn. | 2003 Schwarz-Erle             |
| 2004 | Weiß-Tanne               | Abies alba Mill.            | 2004 Weiß-Tanne               |
| 2005 | Gewöhnliche Rosskastanie | Aesculus hippocastanum L.   | 2005 Gewöhnliche Rosskastanie |
| 2006 | Schwarzpappel            | Populus nigra L.            | 2006 Schwarzpappel            |
| 2007 | Wald-Kiefer              | Pinus sylvestris L.         | 2007 Wald-Kiefer              |
| 2008 | Echte Walnuss            | Juglans regia L.            | 2008 Echte Walnuss            |
| 2009 | Berg-Ahorn               | Acer pseudoplatanus L.      | 2009 Berg-Ahorn               |
| 2010 | Vogel-Kirsche            | Prunus avium L.             | 2010 Vogel-Kirsche            |
| 2011 | Elsbeere                 | Sorbus torminalis L.        | 2011 Elsbeere                 |
| 2012 | Europäische Lärche       | Larix decidua Mill.         | 2012 Europäische Lärche       |
| 2013 | Holzapfel                | Malus sylvestris            | 2013 Holzapfel                |
| 2014 | Traubeneiche             | Quercus petraea             | 2014 Traubeneiche             |
| 2015 | Feldahorn                | Acer campestre              | 2015 Feldahorn                |
| 2016 | Winterlinde              | Tilia cordata               | 2016 Winterlinde              |
| 2017 | Gemeine Fichte           | Picea abies                 | 2017 Gemeine Fichte           |
| 2018 | Ess-Kastanie             | Castanea sativa             | 2018 Ess-Kastanie             |
| 2019 | Flatterulme              | Ulmus laevis                | 2019 Flatter-Ulme             |
| 2020 | Gewöhnliche Robinie      | Robinia pseudoacacia        | 2020 Gewöhnliche Robinie      |
| 2021 | Europäische Stechpalme   | Ilex aquifolium             | 2021 Europäische Stechpalme   |
| 2022 | Rotbuche (erstmals 1990) | Fagus sylvatica L.          | 2022 Rotbuche                 |
| 2023 | Moor-Birke               | Betula pubescens            | 2023 Moorbirke                |
| 2024 | Echte Mehlbeere          | Sorbus aria s. str.         | 2024 Echte Mehlbeere          |
| 2025 | Amerikanische Roteiche   | Quercus rubra               | 2025 Amerikanische Roteiche   |

### Baum des Jahrtausends

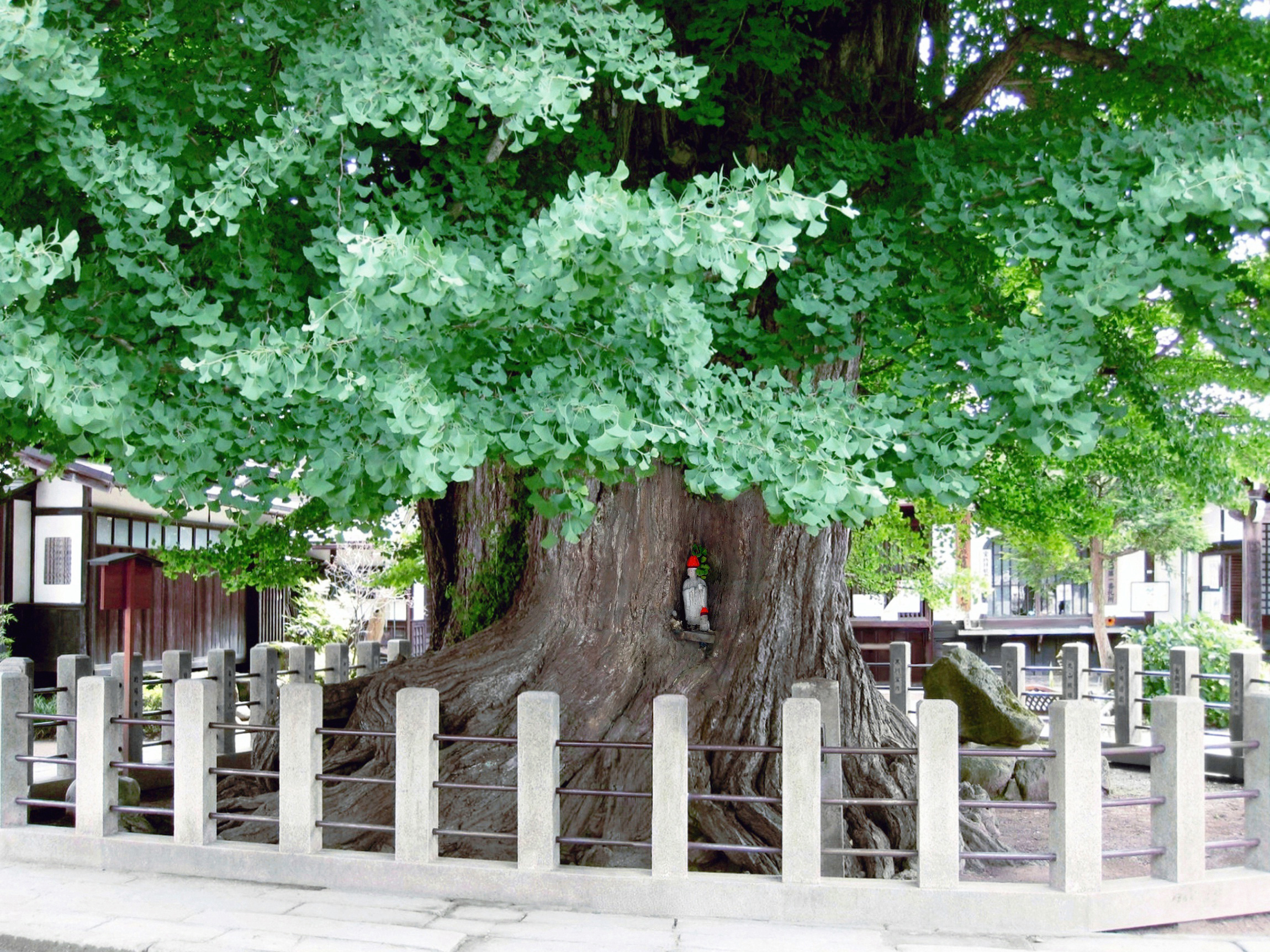
Heiliger Ginkgobaum in Takayama neben dem Shinto-Schrein (Baum des Jahrtausends) (2009)

Zum Jahrtausendwechsel erklärte das Kuratorium Baum des Jahres den Ginkgo biloba zum Mahnmal für Umweltschutz und Frieden und zum Baum des Jahrtausends.

### Kriterien für die Wahl
Grundsätzlich kann jede Baumart „Baum des Jahres“ werden.
Die Kriterien orientieren sich zwar auch an der ökologischen Bedeutung und der Seltenheit oder Bedrohtheit der Baumart, im Vordergrund steht aber die Aufklärung der Bevölkerung über die Eigenarten der jeweils ausgewählten Bäume.
2020 wurde mit der Gewöhnlichen Robinie erstmals ein „invasiver“ Neophyt ausgewählt, der in der Warnliste invasiver Gefäßpflanzenarten in Deutschland aufgeführt ist. In Werbemaßnahmen für den Baum des Jahres wurden teilweise einseitig nur die Vorzüge der Art herausgestellt.
Im Oktober 2021 wurde die Rotbuche zum Baum des Jahres 2022 ausgerufen und ist somit der erste Baum, der diese Auszeichnung nach 1990 ein zweites Mal erhalten hat. Laut dem Präsidenten der Stiftung wurde diese Entscheidung getroffen, um auf den Einfluss von klimatischen Veränderungen aufmerksam zu machen.

### Mitglieder
Folgende Organisationen und Personen sind gleichberechtigte Mitglieder des KBJ (Stand 2025):
- Arbeitsgemeinschaft Deutscher Waldbesitzerverbände
- Dr. Silvius Wodarz Stiftung Baum des Jahres/Verein Baum des Jahres e. V.
- Bergwaldprojekt Deutschland e. V.
- Bund deutscher Baumschulen e. V. (BdB)
- Bund Deutscher Forstleute (BDF)
- Bundesverband Garten-, Landschafts- und Sportplatzbau e. V. (BGL)
- Bund Heimat und Umwelt (BHU)
- Bund für Umwelt und Naturschutz Deutschland e. V. (BUND)
- Bundesverband der Natur- und Waldkindergärten e. V. (BvNW)
- Deutsche Dendrologische Gesellschaft e. V. (DDG)
- Deutscher Forstverein e. V.
- Deutscher Forstwirtschaftsrat (DFWR)
- Deutscher Jagdschutzverband (DJV)
- Fachagentur Nachwachsende Rohstoffe e. V. (FNR)
- Forschungsgesellschaft Landschaftsentwicklung Landschaftsbau e. V. (FLL)
- Stiftung Die Grüne Stadt
- Gartenamtsleiterkonferenz beim Dt. Städtetag
- Gerst, Michael, Leiter des Landesbetriebs Hessen-Forst
- IG Bauen-Agrar-Umwelt
- Julius Kühn-Institut (JKI)
- Landeskompetenzzentrum Forst Eberswalde (LFE)
- Lenné-Akademie, Hans-Jürgen Pluta
- Robin Wood
- Roloff, Andreas, stellvertr. Vorsitzender des KBJ
- Schutzgemeinschaft Deutscher Wald (SDW)
- Thünen-Institut für Forstgenetik
- NABU-Stiftung Nationales Naturerbe
- Urholz
- Verband Botanischer Gärten e. V.
- Verband der Zoologischen Gärten (VdZ)
- Verband Deutscher Forstbaumschulen e. V. (VDF)

Ehemalige Mitglieder des KBJ sind:
- Bonsaiclub Deutschland e. V.
- Buffi, Roberto, Schweiz
- Cambiarare e. V.
- Godet, Jean Denis, Künstler/Schweiz
- Heine-Jundi, Eleonora, Malerin
- Institut für Baumpflege, Dujesiefgen
- Internationales Baum-Archiv, Winterthur, Schweiz
- Stiftung Hëllef fir d’Natur
- Stiftung Wald und Wild in Mecklenburg-Vorpommern[12]
- Umweltstiftung WWF Deutschland
- Wulf, Alfred, Institut für Pflanzenschutz im Forst der BBA[13]

## Österreich
In Österreich wird seit 1994 am internationalen Tag des Waldes (21. März) ein Baum des Jahres gekürt. Ausgesucht wird der Baum gemeinschaftlich durch das Bundesministerium für Landwirtschaft, Regionen und Tourismus und das Kuratorium Wald. Berücksichtigt werden dabei Baumarten, die für die österreichische Ökologie und Ökonomie wichtig, aber stark gefährdet sind. Im Gegensatz zur deutschen Auswahl können in Österreich ganze Gattungen ebenso wie einzelne Arten ausgewählt werden. Sogar Gruppen, die biologisch nichts miteinander zu tun haben, wie die Wildobstbäume, wurden ausgewählt.
| Jahr | deutscher Name                     | wissenschaftlicher Name                         | Abbildung                                        |
| ---- | ---------------------------------- | ----------------------------------------------- | ------------------------------------------------ |
| 1994 | Tannen                             | Abies                                           | 1994 Tannen                                      |
| 1995 | Buchen                             | Fagus                                           | 1995 Buchen                                      |
| 1996 | Linden                             | Tilia                                           | 1996 Linden                                      |
| 1997 | Fichten                            | Picea                                           | 1997 Fichten                                     |
| 1998 | Schwarzerle                        | Alnus glutinosa                                 | 1998 Schwarzerle                                 |
| 1999 | Zirbe                              | Pinus cembra                                    | 1999 Zirbe                                       |
| 2000 | Schwarzkiefer (Schwarzföhre)       | Pinus nigra                                     | 2000 Schwarzkiefer                               |
| 2001 | Eschen                             | Fraxinus                                        | 2001 Eschen                                      |
| 2002 | Lärchen                            | Larix                                           | 2002 Lärchen                                     |
| 2003 | Weiden                             | Salix                                           | 2003 Weiden                                      |
| 2004 | Eberesche                          | Sorbus aucuparia                                | 2004 Eberesche                                   |
| 2005 | Ahorne                             | Acer                                            | 2005 Ahorne                                      |
| 2006 | Ulmen                              | Ulmus                                           | 2006 Ulmen                                       |
| 2007 | Hainbuche                          | Carpinus betulus                                | 2007 Hainbuche                                   |
| 2008 | Speierling                         | Sorbus domestica                                | 2008 Speierling                                  |
| 2009 | Birken                             | Betula                                          | 2009 Birken                                      |
| 2010 | Wildobstbäume                      | div.                                            | 2010 Wildobstbäume                               |
| 2011 | Zirbe                              | Pinus cembra                                    | 2011 Zirbe                                       |
| 2012 | Elsbeere                           | Sorbus torminalis                               | 2012 Elsbeere                                    |
| 2013 | Europäische Eibe                   | Taxus baccata                                   | 2013 Eibe                                        |
| 2014 | Rotbuche                           | Fagus sylvatica                                 | 2014 Rotbuche                                    |
| 2015 | Weißtanne                          | Abies alba                                      | 2015 Weißtanne                                   |
| 2016 | Eichen                             | Quercus                                         | 2016 Eichen                                      |
| 2017 | Wacholder                          | Juniperus                                       | 2017 Wacholder                                   |
| 2018 | Pappeln                            | Populus                                         | 2018 Pappeln                                     |
| 2019 | Europäische Hopfenbuche            | Ostrya carpinifolia                             | 2019 Hopfenbuche                                 |
| 2020 | Schwarz-Erle, Grau-Erle, Grün-Erle | Alnus glutinosa, Alnus incana, Alnus alnobetula | 2020 Schwarzerle · 2020 Grauerle · 2020 Grünerle |
| 2021 | Sommerlinde, Winterlinde           | Tilia platyphyllos, Tilia cordata               | 2021 Sommerlinde · 2021 Winterlinde              |
| 2022 | Rotföhre                           | Pinus sylvestris                                | 2022 Rotföhre                                    |
| 2023 | Eberesche                          | Sorbus aucuparia                                | 2023 Eberesche                                   |
| 2024 | Stieleiche, Traubeneiche           | Quercus robur, Quercus petrea                   | 2024 Steileiche · 2024 Traubeneiche              |
| 2025 | Echte Mehlbeere                    | Sorbus aria                                     | 2025 Mehlbeere                                   |

## Ungarn
In Ungarn wird der Baum des Jahres seit 1996 gekürt.
| Jahr | deutscher Name            | wissenschaftlicher Name                 | Abbildung |
| ---- | ------------------------- | --------------------------------------- | --------- |
| 1996 | Vogel-Kirsche             | Prunus avium                            |           |
| 1997 | Winter-Linde              | Tilia cordata                           |           |
| 1998 | Wildbirne                 | Pyrus pyraster                          |           |
| 1999 | Bergulme                  | Ulmus glabra                            |           |
| 2000 | Elsbeere                  | Sorbus torminalis                       |           |
| 2001 | Hänge-Birke               | Betula pendula                          |           |
| 2002 | Flaumeiche                | Quercus pubescens                       |           |
| 2003 | Bergahorn                 | Acer pseudoplatanus                     |           |
| 2004 | Schwarz-Pappel            | Populus nigra                           |           |
| 2005 | Gemeiner Wacholder        | Juniperus communis                      |           |
| 2006 | Schmalblättrige Esche     | Fraxinus angustifolia subsp. danubialis |           |
| 2007 | Edelkastanie              | Castanea sativa                         |           |
| 2008 | Bruch-Weide               | Salix fragilis                          |           |
| 2009 | Schwarz-Erle              | Alnus glutinosa                         |           |
| 2010 | Silber-Linde              | Tilia tomentosa                         |           |
| 2011 | Europäische Eibe          | Taxus baccata                           |           |
| 2012 | Vogel-Kirsche             | Prunus avium                            |           |
| 2013 | Speierling                | Sorbus domestica                        |           |
| 2014 | Feldahorn                 | Acer campestre                          |           |
| 2015 | Stieleiche                | Quercus robur                           |           |
| 2016 | Feldulme                  | Ulmus minor                             |           |
| 2017 | Holzapfel                 | Malus sylvestris                        |           |
| 2018 | Manna-Esche               | Fraxinus ornus                          |           |
| 2019 | Steinweichsel             | Prunus mahaleb                          |           |
| 2020 | Tatarischer Steppen-Ahorn | Acer tataricum                          |           |
| 2021 | Echte Mehlbeere           | Sorbus aria                             |           |
| 2022 | Sommerlinde               | Tilia platyphyllos                      |           |
| 2023 | Flatterulme               | Ulmus laevis                            |           |
| 2024 | Rotbuche                  | Fagus sylvatica                         |           |

## Weitere „Baum-des-Jahres“-Aktionen

### Europa
In vielen anderen europäischen Ländern (z. B. in Tschechien, Slowakei, Ungarn, Bulgarien, Irland, Frankreich, Polen und Litauen) wird nicht eine Baumart, sondern ein ganz besonderes Baumexemplar zum Baum des Jahres des jeweiligen Landes gewählt. Die jährlichen Gewinner oder die ausgewählten Baumexemplare dieser nationalen Verfahren bzw. Wettbewerbe nehmen im darauffolgenden Jahr als Vertreter dieser Länder beim Wettbewerb „Europäischer Baum des Jahres“ teil. Deutschland nahm nur 2016 mit der Riesenlinde zu Heede und 2017 mit der Kletterbuche in Hoppenrade an diesem Wettbewerb teil, geht aber seit 2019 mit der Initiative „Nationalerbe-Baum“ der Deutschen Dendrologischen Gesellschaft einen eigenen nationalen Weg, um außergewöhnliche Baumexemplare zu bewahren und in den Fokus der Öffentlichkeit zu rücken.
Eine vergleichbare Aktion ist die seit 2007 alljährlich vom Europäischen Baumpflegerat vergebene Auszeichnung „Europäische Stadt der Bäume“.

### Vereinigte Staaten
In den USA gibt es keine landesweite Wahl zum „Baum des Jahres“. Vereinzelt wird ein „Baum des Jahres“ jedoch auf lokaler Ebene gekürt, zum Beispiel in Austin (Texas).